# 吉野町インターチェンジ

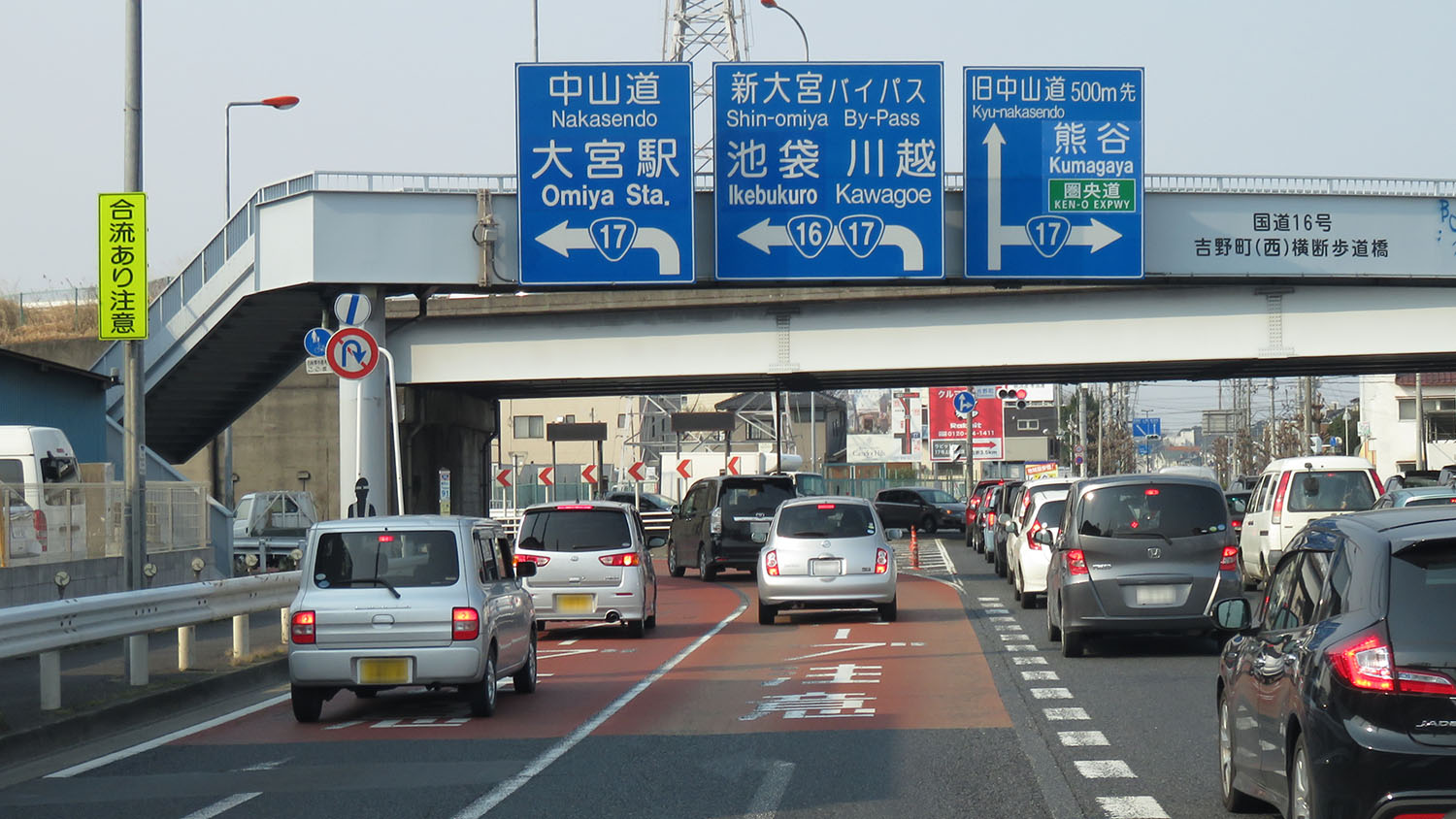
東大宮バイパスから撮影

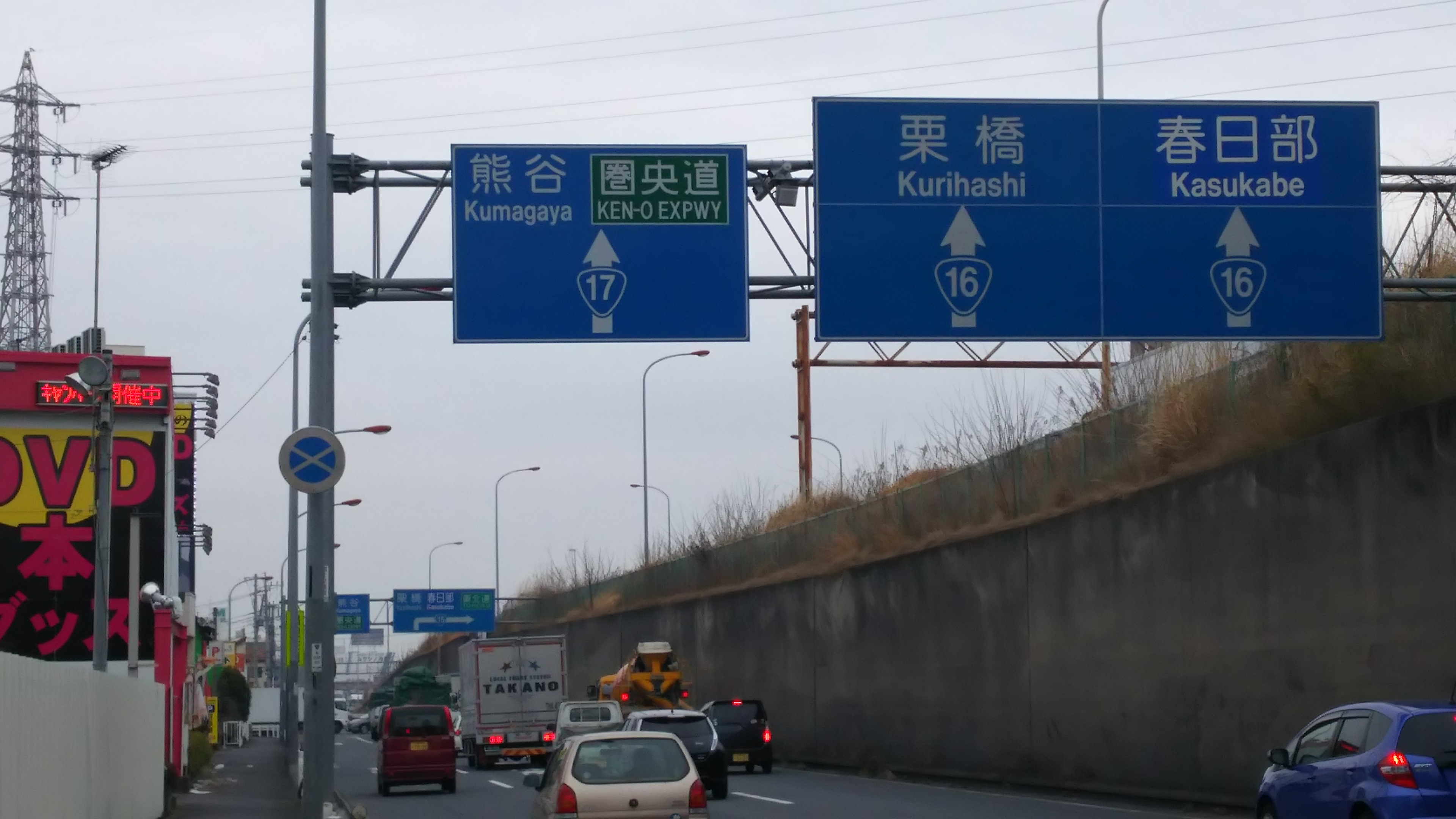
新大宮バイパスから撮影

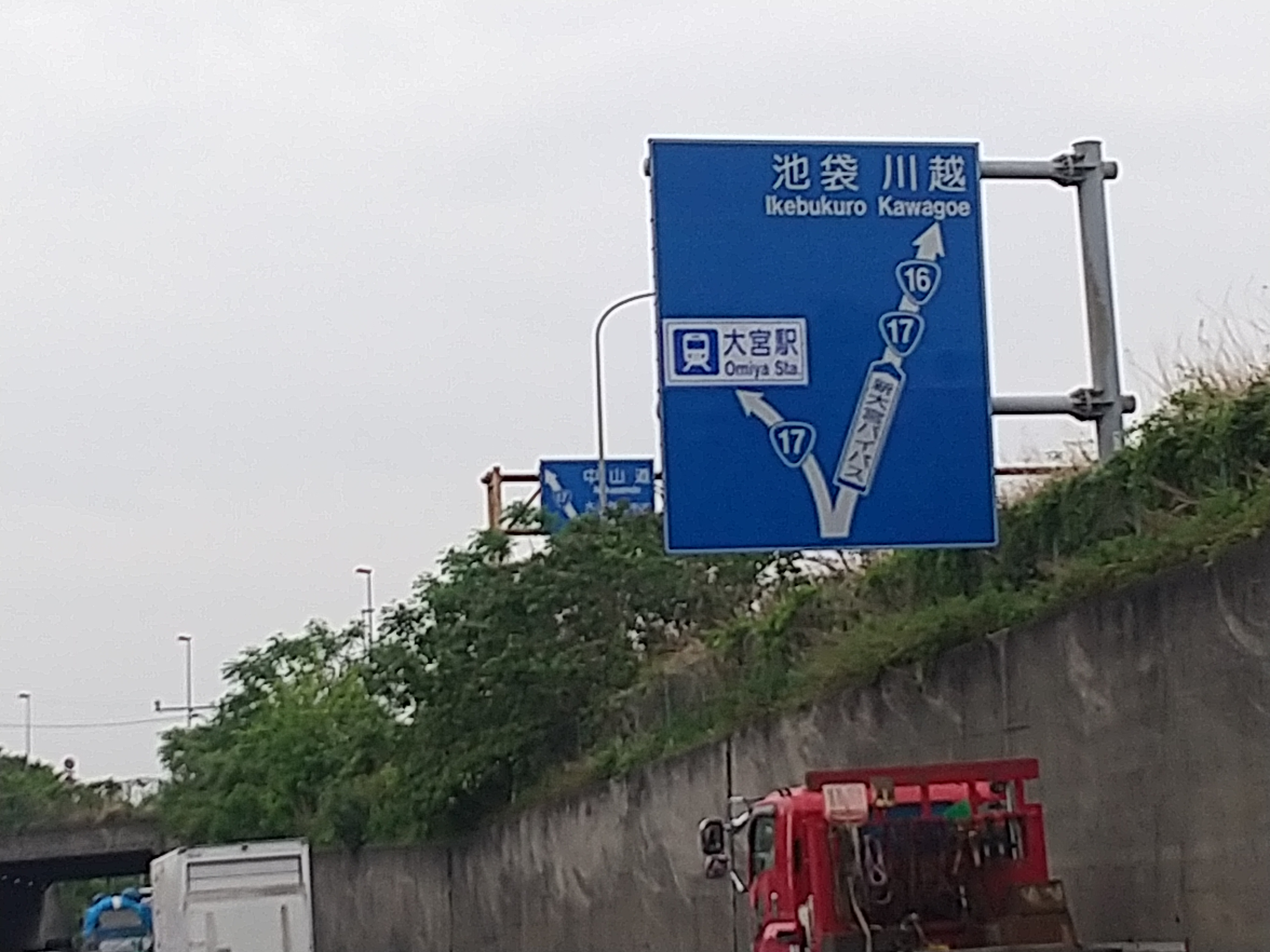
新大宮バイパスと大宮バイパスの分岐

吉野町インターチェンジ（よしのちょうインターチェンジ）は、埼玉県さいたま市北区にある国道16号東大宮バイパス、国道16号・国道17号新大宮バイパス、国道17号大宮バイパス（中山道）のインターチェンジである。

## 概要
南北にのびる国道17号（中山道）の現道である大宮バイパスと、南西から来る国道16号新大宮バイパスが合流する接点であるとともに、東へ国道16号東大宮バイパス（埼玉県道3号さいたま栗橋線と共用）が分岐する上、西へさいたま市道ものびており、漢字の「大」の形になっている交差点である。
インターチェンジを名乗るものの、信号機が無い経路は、陸橋上である新大宮バイパスから大宮バイパスの上下線、大宮バイパスの上り（さいたま市街地方面）と、交差点を急カーブで左折する東大宮バイパス内回りから大宮バイパス上り（さいたま市街地方面）・新大宮バイパス上り（東京・川越方面）のみであり、その他の経路はすべて信号を介する。「大」の字の交差点に「人」の字の陸橋を備えた形状である。
陸橋上は常時流れがよい一方、平日朝は東大宮バイパス・大宮バイパスの合流付近から、新大宮バイパス上り線方面で渋滞する。また多くの時間で、2つの信号機を介する新大宮バイパス下り線から東大宮バイパスへ、およびさいたま市街地方面からの大宮バイパスとの合流部分が渋滞する。
東大宮バイパス（岩槻方面）と大宮バイパス（熊谷方面）との行き来は、当インターを経由せず、埼玉県道35号川口上尾線（産業道路）を通る経路（北区吉野（東）交差点～上尾市日の出交差点）が距離も短く、一般的である。

## 接続路線
- 国道16号東大宮バイパス、新大宮バイパス
- 国道17号新大宮バイパス、大宮バイパス
- 埼玉県道3号さいたま栗橋線（国道16号東大宮バイパスと重用）

## 隣
国道16号
東大宮バイパス
吉野町IC - 吉野（西）IC
新大宮バイパス
奈良町交差点 - 吉野町IC
国道17号
新大宮バイパス
奈良町交差点 - 吉野町IC
大宮バイパス
宮原町4丁目交差点 - 吉野町IC - 吉野町2丁目交差点

## 注意点
大規模災害時、国道17号現道（中山道）は戸田橋の都県境から鴻巣市の箕田交差点まで、新大宮バイパスは笹目橋の都県境から当ICまで交通規制が行われ、インターチェンジ等に検問所が設置される。

## 周辺
- さいたま市立宮原小学校
- さいたま市立宮原中学校
- 大宮市場（大宮総合食品地方卸売市場）
- 吉野公園
- つつじケ丘公園
- 埼玉県道164号鴻巣桶川さいたま線（旧中山道）
- 高崎線（宮原駅 - 上尾駅間）